# Неофициальная шахматная олимпиада 1976
Неофициальная шахматная олимпиада 1976 («Контр-олимпиада», «антиизраильская олимпиада») — шахматная олимпиада, прошедшая в Триполи (Ливия) 24 октября — 15 ноября 1976 года, в которой приняли участие команды 34 стран (ещё 4 страны имели статус «наблюдателей»), которые таким образом бойкотировали официальную шахматную Олимпиаду 1976 года в Хайфе (Израиль). Участниками соревнования в Триполи были в основном страны «арабского мира», Африки, Азии и Латинской Америки.

## Предыстория
В 1974 году после отказа по разным причинам Аргентины, Швеции и Ирана, единственным кандидатом на проведение шахматной Олимпиады 1976 стал Израиль. Учитывая напряжённую обстановку на Ближнем Востоке, сложившейся в результате арабо-израильских войн, шахматные федерации СССР (самая влиятельная федерация в мире) и стран социалистического лагеря и арабских стран, которые не имели дипломатических отношений с Израилем, предложили не проводить XXII Олимпиаду в этой стране. Тогда президент ФИДЕ Макс Эйве обратился ко всем шахматным федерациям-членам ФИДЕ с предложением ответить на вопрос: проводить Олимпиаду 1976 в Израиле или не проводить её в 1976 году совсем. В августе 1975 года бюро ФИДЕ объявило, что из 94 стран-членов ФИДЕ ответы прислали федерации 52 стран, из них за проведение шахматной олимпиады в Хайфе высказались 34, против — только 16, воздержались — два. На основе этого конгресс ФИДЕ в 1975 году принял решение о проведении XXII шахматной Олимпиады в Израиле. Такое решение конгресса привело к тому, что многие страны официально отказались от участия в олимпиаде.

## Соревнования
Главный организатор: Муаммар Каддафи.
Турнир проходил в Beach Hotel, провели 13 туров по швейцарской системе. Соревнования организовали фактически одновременно с олимпиадой в Хайфе: неофициальная олимпиада проходила с 24 октября по 15 ноября, а официальная — с 26 октября по 10 ноября 1976 года.
Уровень игры был невысок — среди участников (полный список игроков неизвестен, известны только некоторые участники) турнира было только 4 международных мастера (2 в команде Туниса и по 1 — у Пакистана и Турции) и ни одного гроссмейстера. Из сильных шахматных государств прибыла только сборная Италии, но фактически это была команда шахматного клуба города Палермо.
Три страны послали свои команды на обе олимпиады — Италия, Филиппины и Уругвай (за уругвайскую команду на неофициальной олимпиаде выступили шахматисты-диссиденты, по политическим соображениям покинувшие страну, где тогда царила диктатура).

## Результаты
| #  | Команда           | Очки |
| -- | ----------------- | ---- |
| 1  | Сальвадор         | 38½  |
| 2  | Тунис             | 36   |
| 3  | Пакистан          | 34½  |
| 4  | Ирак              | 33½  |
| 5  | Италия            | 32½  |
| 6  | Турция            | 32½  |
| 7  | Афганистан        | 29½  |
| 8  | Никарагуа         | 27½  |
| 9  | Панама            | 27½  |
| 10 | Бангладеш         | 27   |
| 11 | Шри-Ланка         | 27   |
| 12 | Португалия        | 27   |
| 13 | Алжир             | 26½  |
| 14 | Марокко           | 26½  |
| 15 | Филиппины         | 26½  |
| 16 | Кения             | 26   |
| 17 | Уругвай           | 26   |
| 18 | Южный Йемен       | 26   |
| 19 | Тринидад и Тобаго | 25½  |
| 20 | Мальта            | 25½  |
| 21 | Северный Йемен    | 25½  |
| 22 | Мадагаскар        | 25½  |
| 23 | Ливан             | 25   |
| 24 | Ливия             | 24½  |
| 25 | Иордания          | 24½  |
| 26 | Уганда            | 24½  |
| 27 | Кувейт            | 24½  |
| 28 | ОАЭ               | 20½  |
| 29 | Маврикий          | 20   |
| 30 | Палестина         | 18½  |
| 31 | Мавритания        | 18½  |
| 32 | Гамбия            | 18   |
| 33 | Оман              | 18   |
| 34 | Сомали            | 7    |